# Raúl Gutiérrez
Raúl Erasto Gutiérrez Jacobo (né le 16 octobre 1966 à Mexico) est un ancien footballeur mexicain, reconverti entraîneur. 

## Biographie

### Joueur
Il joue 37 matchs en équipe du Mexique entre 1991 et 1996.
Il participe à la Coupe du monde 1994 organisée aux États-Unis. Lors du mondial, il joue deux matchs : contre la Norvège et l'Irlande.
Il dispute également la Coupe des confédérations 1995, deux Copa América (en 1993 et 1995), et la Gold Cup 1996.

### Entraîneur
Il dirige les joueurs mexicains lors de la Coupe du monde des moins de 17 ans 2011 puis lors de la Coupe du monde des moins de 17 ans 2013. Les jeunes joueurs mexicains remportent cette compétition en 2011.

## Palmarès

### Palmarès de joueur
| \| Atlante - Championnat du Mexique (1) : - Champion : 1992-93. \| \| Club América - Championnat du Mexique (1) : - Champion : 2002 (été). - Coupe des géants (1) : - Champion : 2001. \| |  | Mexique - Gold Cup (1) : - Vainqueur : 1996. - Copa América : - Finaliste : 1993.                                |
| Atlante - Championnat du Mexique (1) : - Champion : 1992-93. |  | Club América - Championnat du Mexique (1) : - Champion : 2002 (été). - Coupe des géants (1) : - Champion : 2001. |

### Palmarès d'entraîneur
Mexique -17 ans
- Coupe du monde -17 ans (1) :
  - Vainqueur : 2011.
  - Finaliste : 2013.